# The Motors
The Motors — британская группа новой волны, образованная в 1977 году в Лондоне, Англия, бывшими участниками Ducks Deluxe Ником Гарвеем и Эндрю Макмастером (с гитаристом Брэмом Чайковски и ударником Рики Слотером). The Motors, исполнявшие отмеченный технически точными, размашистыми аранжировками поп-рок с элементами паб- и панк-рока,, известность получили благодаря хиту «Airport», поднявшемуся до #4 в UK Singles Chart. Выпустив два коммерчески успешных, высоко оцененных критикой альбома, группа распалась. Гарвей и Макмастер выпустили — по-прежнему как The Motors — и третий (Tenement Steps, 1980), но первых успехов повторить не смогли.

## Дискография

### Альбомы
- The Motors (1977) — UK #46
- Approved By The Motors (1978) — UK #60
- Tenement Steps (1980) — U.S. #174
- The Motors Greatest Hit (1981) — UK[4][5].

### Синглы
- «Dancing The Night Away» (1977) — UK #42
- «Airport» (1978) — UK #4; Australia #31; NZ #37
- «Forget About You» (1978) — UK #13
- «Sensation» (1978)
- «Today» (1978)
- «Love and Loneliness» (1980) — UK #58; Canada #60; U.S. #78[5]
- «Metropolis» (1980)
- «That’s What John Said» (1980)